# Os Contos de Canterbury (filme)
Os Contos de Canterbury (I Raconti di Canterbury) é uma obra da escola do cinema italiano de 1972 de Pier Paolo Pasolini.
O filme, baseado nos contos eróticos de Geoffrey Chaucer escritos no século XIV, tem locações na Inglaterra, cenografia de Dante Ferretti e trilha sonora de Ennio Morricone

## Prêmios e indicações
- Urso de Ouro no Festival de Berlim, em 1972.